# Умар Соле
Умар Соле Бомавоко (фр. Oumar Solet Bomawoko, нар. 7 лютого 2000, Мелен) — французький футболіст івуарійського та центральноафриканського походження, центральний захисник італійського клубу «Удінезе».

## Клубна кар'єра
Розпочав займатись футболом в академії «Даммарі-ле-Ліс». У сезоні 2009/10 він переїхав до школи «Кретея». У грудні 2012 року перебрався у «Вільжюїф», а перед сезоном сезоні 2015/16 став гравцем молодіжної команди «Лаваль».
У грудні 2016 року Соле дебютував за резервну команду «Лаваля» у п'ятому дивізіоні і до кінця сезону 2016/17 провів за них п'ять матчів. У серпні 2017 року він дебютував за першу команду у Національному чемпіонаті, третьому дивізіоні країни, вийшовши у стартовому складі в матчі першого туру сезону 2017/18 проти «Конкарно» (1:0). Загалом він провів дванадцять матчів у третьому дивізіоні Франції.
У січні 2018 року перейшов до клубу першого дивізіону «Ліон», спочатку на правах оренди. Спочатку виступав за резервну команду у четвертому за силою дивізіоні, де до кінця сезону провів одинадцять матчів, після чого ліонський клуб підписав повноцінний контракт з гравцем. 17 січня 2019 року Соле дебютував у Лізі 1, вийшовши в основі на матч проти «Тулузи» і на 60 хвилині був замінений на Тангі Ндомбеле, ставши у віці 18 років і 343 дні наймолодшим захисником, який зіграв матч Ліги 1 за «Ліон» після Самюеля Умтіті (18 років і 328 днів) у 2012 році. Це був його єдиний виступ за першу команду у чемпіонаті цьому сезоні, також по разу зіграв у кубку і кубку ліги. Він також провів 18 матчів за резерв.
У наступному сезоні 2019/20 він знову зіграв лише один матч в Лізі 1, а у січні 2020 року отримав розрив хрестоподібних зв'язок, через що більше за клуб не грав.
17 липня 2020 року Соле за 4,5 мільйона євро приєднався до австрійського клубу «Ред Булл» (Зальцбург), підписавши контракт до червня 2025 року. У 2021 і 2022 роках він вигравав з командою «золотий дубль», а у 2023 році виграв лише чемпіонат країни.
В жовтні 2024 року було досягнуто попередню домовленість з італійським «Удінезе», контракт з яким вступав в дію з 1 січня 2025 року. 4 січня у матчі чемпіонату Італії проти «Верони» Соле дебютував у новій команді.

## Виступи за збірну
Соле зіграв один матч за юнацьку збірну Франції U-17 у вересні 2016 року, а наступного року з нею брав участь у юніорському чемпіонаті світу в Індії, де Франція вибула в 1/8 фіналу, зігравши у трьох іграх. З серпня 2017 року по березень 2018 року провів сім матчів за збірну до 18 років.
У жовтні 2018 року дебютував за збірну U-19 у матчі проти Вірменії. З цією командою він також взяв участь у юнацькому чемпіонаті Європи 2019 року. Соле зіграв у всіх чотирьох іграх, але у півфіналі він і його команда програли Іспанії. Тим не менш Соле потрапив до символічної команди турніру.
У вересні 2019 року провів два матчі у збірній U-20 проти Хорватії (1:1) та Словенії (2:2).

## Досягнення
- Чемпіон Австрії: 2020/21, 2021/22, 2022/23
- Володар Кубка Австрії: 2020/21, 2021/22